# Solanum leopoldensis
Solanum leopoldensis är en potatisväxtart som beskrevs av Symon. Solanum leopoldensis ingår i släktet skattor som ingår i familjen potatisväxter. Inga underarter finns listade i Catalogue of Life.